# Almanah
Almanah, almanak je publikacija koja se izdaje povremeno ili godišnje. Almanah uključuje različite informacije kao što su vremenske prognoze, datume za poljoprivrednu sadnju, astronomske informacije i morske mijene, sadržaje tabličnih informacija o određenom polju ili poljima koji se određuju po kalendaru, itd. Astronomski podaci i različite statistike se također nalaze u almanasima, kao što su vremena izlazaka i zalazaka Sunca i Mjeseca, sate punih morskih mijenja, određene blagdane raznih crkava, termine sudova, popise svih vrsta, vremenskih ljestvica, te mnoge druge stvari.